# الأرانب الثلاث
الأرانب الثلاثة (أو الخِزّان الثلاثة) هو سمة أو رمز دائري يكون في الأماكن المقدسة امتدادًا من الشرق الأقصى والشرق الأوسط إلى كنائس ديفون في إنجلترا، وإلى المعابد التاريخية في أوروبا. وهي زخرفة معمارية ورمز ديني، وطريقة للتزيّن (بالوشوم مثلاً) في الأعمال الفنية الحديثة وقد تكون جواهر وقد تدل على شعار النبالة. ويعتبر هذا الرمز لغزًا أو مشكلة طوبولوجية أو تحديًا بصريًّا، وقد مثّلت في منحوتات ولوحات فنية.

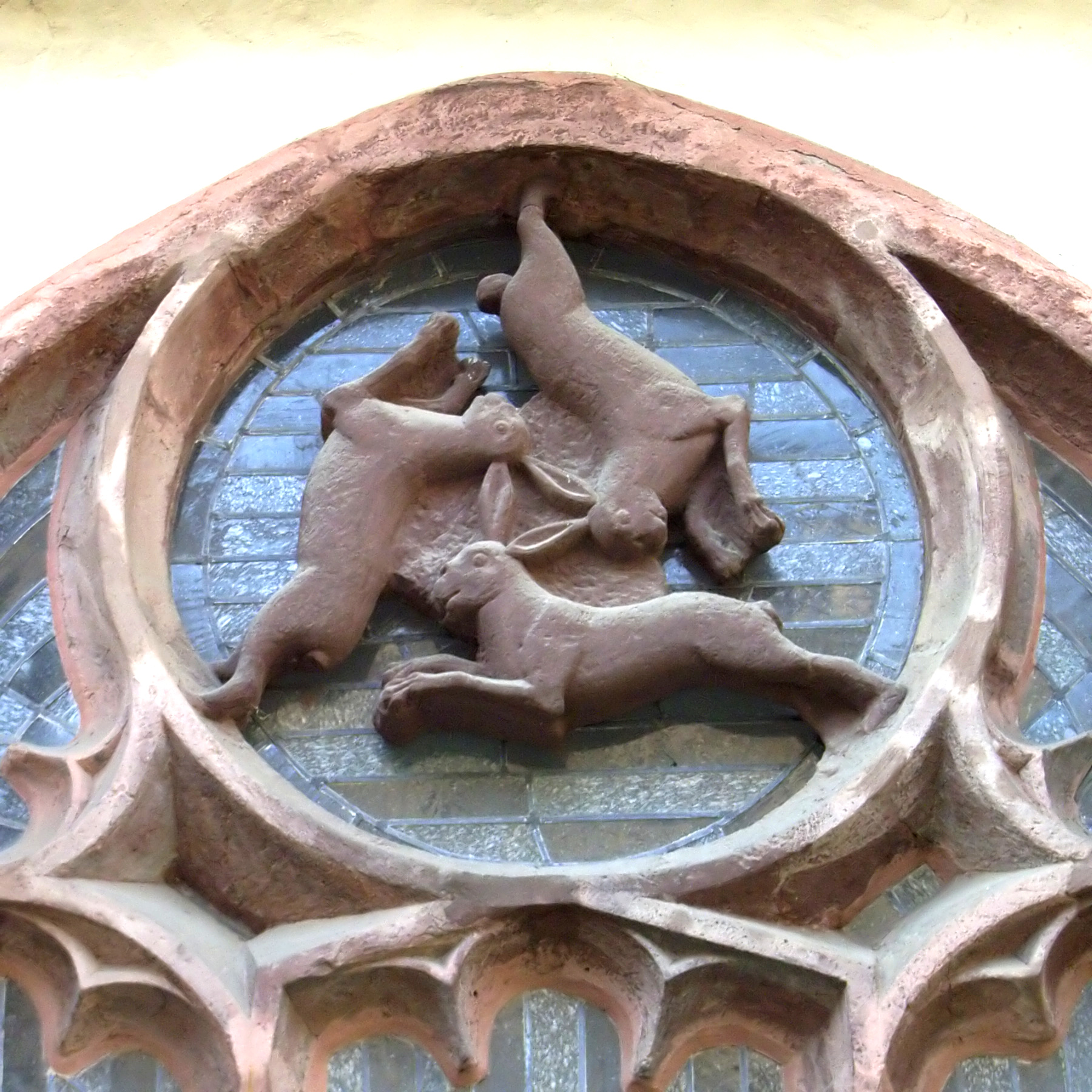
الأرانب الثلاثة

في الرمز ثلاث أرانب يلحق كل واحدٍ منها الآخر في دائرة. يمثل الرمز تطابقًا تدويريًّا ثلاثيًّا، مثل التريسكليون والتريكيترا وسابقاتهما من الرموز (اللولب الدائري مثلًا). كل أذن من آذان الأرانب يتشاركها أرنبان، فلا تظهر في الرمز إلا ثلاث آذان. ومع أن معنى هذا الرمز يبدو أنه غير مشروح في المصادر المكتوبة المعاصرة اعتمادًا على أي من حضارات القرون الوسطى التي كانت تستعمله، فإن هذا الرمز يعتقَد أن له طيفًا واسعًا من الارتباطات الرمزية والأسرارية بالخصوبة والدورة القمرية. عندما يستخدم هذا الرمز في الكنائس المسيحية، يفترض أنه رمز للتعبير عن الثالوث المقدس. لا يُعرَف المعنى الأصلي للرمز ولا أماكن ظهوره الأولى، ولا تعرَف أسباب ظهوره في أماكن مختلفة من العالم.

## أصوله في البوذية وانتشاره على طريق الحرير
كانت أول ظهورات رمز الأرانب الثلاثة في المعابد الكفية في الصين، في زمن سلالة سوي الحاكمة (من القرن السادس إلى القرن السابع للميلاد). انتشر أسلوب التصوير هذا على طريق الحرير، وكان رمزًا مرتبطًا بالبوذية. ويُقال إن الأرانب إنما هي «رمز تصويري للوجود». وفي سياقات أخرى استخدم الرمز هذا للتعبير عن معانٍ مختلفة. فعلى سبيل المثال، يعتقد غوان يوهوي -وهو باحث متقاعد من أكاديمية دونهوانغ أمضى 50 سنة من عمره في دراسة الأنماط التزيينية في كهوف ماغاو- أن الأرانب الثلاثة «مثلها مثل رموز كثيرة في الفن الشعبي الصيني، لها رمزية مبشّرة، إذ تمثل السلام والطمأنينة». ظهرت الأرانب أيضًا في زخارف اللوتس.
ظهرت الأرانب الثلاث أيضًا في الأعمال المعدنية المغولية في القرن الثالث عشر، وعلى قطعة نقدية نحاسية وجدت في إيران وعاد تأريخها إلى عام 1281.
ظهرت الزخرفة هذه أيضًا في خزائن إسلامية الصنع وجدت في جنوب روسيا. ووُجد صندوق آخر من القرن الثالث عشر أو من أوائل القرن الرابع عشر، كان قد استخدم بعد ذلك صندوقًا للمقدّسات، وهو مصنوع في إيران أيام الحكم المغولي، وهو محفوظ اليوم في كاتدرائية ترير في ألمانيا. وعلى قاعدة الصندوق زخارف إسلامية، فيها صورتان للأرانب الثلاث. ولكن واحدة من الصورتين مطموسة لأذًى لحق بالصندوق.
تقول إحدى النظريات التي تحاول تفسير انتشار الزخرفة هذه إنه قد انتشرت من الصين إلى سائر آسيا وحملها التجار المسافرون في طريق الحرير إلى جنوب شرق إنجلترا وإن هذه الزخرفة انتقلت بزخارف كانت منقوشة على سيراميكات مشرقية. يدعم هذه النظرية قِدَم تاريخ الزخارف الموجودة في الصين الباقية إلى يومنا هذا. ولكن معظم تمثيلات الأرانب الثلاث الموجودة في كنائس أوروبا إنما هي في إنجلترا وجنوبي ألمانيا. وهذا يدعم نظرية أخرى تقول إن الأرانب الثلاثة نشأت في إنجلترا وألمانيا بشكل مستقل عن التي ظهرت في الصين.
يدّعي بعض الباحثين أن اسم ديفون  «أرانب معدني الصفيح»، مرتبط باتخاذ معدّني الصفيح في المدينة لهذا الرمز. كانت مناجم الصفيح تنشئ الثروات في المدينة وتموّل بناء كثير من الكنائس المحلية وإصلاحها، لذا ربما كان الرمز إشارة إلى محاباة المعدنين. تظهر زخرفة الأرانب الثلاث المعمارية في كنائس أخرى غير مرتبطة بالتعدين في جنوب غرب إنجلترا. كما تظهر في إنجلترا في الزخرفات البلاطية في أرضية كاتدرائية تشستر، وفي الزجاج المزخرف في لونغ ميلفورد، سوفولك، وفي سقف سكاربوروف، في يوركشير.

## في اليهودية
في اليهودية، تحمل كلمة شفن (שָׁפָן) في العبرية معنًى رمزيًّا. ومع أن الأرانب محرَّم أكلها في الشريعة اليهودية حسب الكتاب المقدس -فهي على الأقل تجترّ الطعام وليس لها أظلاف مشقوقة- فإن لها معاني رمزية إيجابية جدًّا، مثلها مثل الأسود والعقبان. يقول العالم الألماني ابن القرن السادس عشر الحاخام يوسف هاييم ييروشالمي، إنه يرى أن الأرانب رمز للشتات اليهودي. تُعرَض في متحف الشتات اليهودي في تل أبيب نسخة من كنيس تشودورو في بولندا، ولها سقف عليه رسم في الوسط يمثل عقابًا ذا رأسين يحمل خُززين بنّيين في مخالبه دون أن يؤذيهما. وحول الرسم اقتباس من نهاية سفر التثنية:
כנשר יעיר קינו על גוזליו ירחף. יפרוש כנפיו יקחהו ישאהו על אברתו.
— التثنية 32:11، نشيد موسى
يمكن ترجمة هذا إلى: «كما يحرك النسر عشه وعلى فراخه يرف، ويبسط جناحيه ويأخذها ويحملها على مناكبه (كذلك هو الربّ لليهود)».
يظهر الخزز كثيرًا في شكل رمز الأرانب الدوّارة. تشرح أحجية ألمانية قديمة هذه الصورة هكذا:
ثلاثة أرانب تشترك ثلاث آذان،
ولكل واحد منها أذنان.